# هاريس جي
هاريس جي (هاريس جونغ) أو الحارث (بالإنجليزية: Harris J (Harris Jung))‏ هو مغن اناشيد اسلامية بريطاني مسلم. ولد في تشيلسي في قلب لندن 2مايو 1997. وقد صدر في5 أغسطس 2015 أول أغنية له بعنوان «سلام عليكم» والتي حققت نجاحا كبيرا بعد صدورها، ثم صدر بعدها ألبومه الأول بعنوان «سلام».

## بدايته
بدأت شهرته في 2015 بعد أغنية السلام عليكم ل تسجيلات أوايكننغ وقبلها أغنية (Something Inside So Strong) التي غناها من اجل فلسطين، يعيش هاريس مع إخوته الأربعة وهم: يوشع وعبد الرحمن وماي وآيلا وأمه أميمة ذات الأصل الإنجليزي والجاميكي وأبيه رحيم ذو الأصل الهندي والأيرلندي وجده في بيت واحد، ارتاد المدرسة الابتدائية الإسلامية بجنوب لندن ويحفظ 10 أجزاء من القرآن الكريم،
هوايته لعب كرة القدم، وقد قال في فيديو له نشر على يوتيوب من طرف تسجيلات أوايكننغ أنه مواظب على الصلاة في المسجد كل يوم.
هاريس ج هو الفائز في مسابقة المواهب الأولى ل تسجيلات أوايكننغ التي عقدت في عام 2013 وتكونت لجنة التحكيم من الفنانين حمزة نمرة وماهر زين ومؤسسي تسجيلات أوايكننغ وسيم ملاك وبراء خرجي.
وفي عام 2015 تخرج من مدرسة بريت Brit school البريطانية للفنون والاداء والتي تخرج منها من قبل فنانون مشهورون مثل جيسي ج وآديل.
و في عام 2016 قام بالمشاركة في مسلسل إندونيسي يدعي Salam.

## أناشيده
- Something Inside So Strong
- Paradise ft. Jae Deen
- Salam Alaikum
- The One
- You Are My Life
- Worth It ft. Saif Adam
- Love Who You Are
- Good Life
- I Promise
- Rasool'Allah
- EiD Mubarak
- My Hero
- let Me Breathe
- save me from myself
- Kick down the door
- Phases
- 18

## أناشيده المصورة (الفيديو)
- Salam Alaikum (السلام عليكم)
- Good life(حياة جيدة)
- My Hero (بطلي)
- Save Me From Myself(احمني من نفسي)
- Human
- Living Life
- O Allah
- Qalbi fil madinah

## نشاطاته
- كان أداء هاريس في الجولات الخيرية في المملكة المتحدة وفي حفل تكريم مانديلا في جنوب أفريقيا. وقد حددت اتجاهات الموسيقى العالمية هاريس جي بأنه الفنان الذي سيتولى المشهد الموسيقي الإسلامي العالمي قبل العاصفة.

حققت أغنية السلام عليكم شهرة كبيرة ونالت أكثر من 42 مليون مشاهدة على اليوتيوب في سنة واحدة فقط.
- قام هاريس جي بإنتاج وإخراج مسلسل تلفزيوني بعنوان "Salam" وقد عرض في رمضان سنة 2016 على القناة الإندونيسية RCTI.

## روابط خارجية
- هاريس جي على موقع ميوزك برينز (الإنجليزية)
- هاريس جي على موقع أول ميوزيك (الإنجليزية)